# Penetrómetros estáticos de punta eléctrica
Los penetrómetros estáticos de punta eléctrica son un tipo de ensayos de penetración estática, empleados en la determinación de las características geotécnicas de un terreno, como parte de las técnicas de reconocimiento de un reconocimiento geotécnico.
Las puntas eléctricas permiten medir los parámetros {\displaystyle q_{c}} y {\displaystyle f_{s}} de forma directa mediante sensores electrónicos que registran la tensión actuante, tanto en la punta como en el fuste del cono, independizando en todo momento la resistencia a la penetración por punta y fuste en la zona del cono, y ambas respecto a la resistencia por fuste del varillaje.
La información recogida se transmite a superficie por medio de un cable que pasa por el interior de las varillas, aunque existen actualmente modelos que no precisan la utilización de cable, ya sea porque transmiten los datos mediante señales acústicas a través de la varilla, o porque almacenan los datos en el interior del cono hasta el final de la prueba y extracción.
La instalación de un sensor adicional que registre presiones intersticiales da lugar a un penetrómetro estático denominado comúnmente piezocono o ensayo CPTU. Requiere de la utilización de un elemento poroso o filtro rígido que ponga en contacto el agua del suelo con el sensor.
Permite medir las presiones intersticiales que se van generando durante la hinca y, deteniendo ésta durante un cierto período, obtener a esa profundidad la variación temporal de la presión intersticial y lo que tardan en disiparse las presiones intersticiales provocadas por el incremento tensional producido en la hinca (ensayo de disipación).
Dado que este comportamiento depende del coeficiente de consolidación horizontal del terreno {\displaystyle C_{h}}, dicho parámetro puede evaluarse a partir de este ensayo, lo que tiene gran interés para el diseño de tratamientos de mejora de los suelos blandos.
- Datos: Q6071287